# Kačležský Rybník
Kačležský Rybník är en sjö i Tjeckien.   Den ligger i regionen Södra Böhmen, i den centrala delen av landet, 120 km söder om huvudstaden Prag. Kačležský Rybník ligger 527 meter över havet. Arean är 0,85 kvadratkilometer. I omgivningarna runt Kačležský Rybník växer i huvudsak blandskog. Den sträcker sig 1,9 kilometer i nord-sydlig riktning, och 1,1 kilometer i öst-västlig riktning.